# Чутких Олександр Степанович
Олександр Степанович Чутких (15 серпня 1903, село Павелець Скопінського повіту Рязанської губернії, тепер Скопінського району Рязанської області, Російська Федерація — 1986, місто Москва, тепер Російська Федерація) — радянський діяч, технічний майстер Краснохолмського камвольного комбінату міста Москви, ініціатор соціалістичного змагання в легкій промисловості СРСР за випуск продукції відмінної якості. Депутат Верховної Ради СРСР 3—4-го скликань.

## Життєпис
Народився в родині робітника-ткача. З одинадцятирічного віку працював підвізником шпуль на Дєдовській прядильно-ткацькій фабриці Московської губернії.
З 1922 до 1937 року — робітник Краснохолмського камвольного (текстильного) комбінату міста Москви (Замоскворіччя, вул. Садівницька, 82). У 1927—1930 роках без відриву від виробництва навчався у вечірній загальноосвітній школі.
У 1937—1950 роках — помічник майстра ткацького цеху Краснохолмського камвольного (текстильного) комбінату міста Москви. У 1949 році виступив організатором соціалістичного змагання бригад за відмінну якість продукції. Досконало оволодів своєю спеціальністю, обслуговував 34 (замість 24) широких ткацьких верстатів.
Член ВКП(б) з 1950 року. Член Радянського комітету захисту миру.
У 1950—1958 роках — технічний майстер цеху Краснохолмського текстильного комбінату міста Москви.
З 1958 року — персональний пенсіонер у Москві.
Помер 1986 року в Москві. Похований на Ваганьковському цвинтарі Москви.

## Родина
Дружина — Чутких Пелагія Семенівна.

## Нагороди
- Сталінська премія ІІІ ст. (1949) — за впровадження раціональних високопродуктивних методів роботи в текстильній промисловості, що забезпечують випуск продукції відмінної якості та набули широкого поширення в інших галузях народного господарств
- медаль «За доблесну працю у Великій Вітчизняній війні 1941—1945 рр.» (1945)
- медаль «У пам'ять 800-річчя Москви» (1948)